# 1ª Divisão 1939 (hockey su pista)
La 1ª Divisão 1939 è stata la 1ª edizione del torneo di primo livello del campionato portoghese di hockey su pista. La competizione ha avuto inizio l'11 giugno 1939 e si è conclusa il 2 marzo 1940.
Il titolo è stato conquistato dallo Sporting Clube de Portugal per la prima volta nella sua storia.

## Stagione

### Formula
La 1ª Divisão 1939 vide ai nastri di partenza undici club divisi in due gironi; ogni girone fu organizzato con un girone all'italiana, con gare di andata e ritorno. Erano assegnati tre punti per l'incontro vinto e due punti a testa per l'incontro pareggiato, mentre ne era attribuito uno solo per la sconfitta. Al termine della prima fase le prime squadre di ogni gruppo si qualificarono alla finale; la vincitrice venne proclamata campione di Portogallo.

## Prima fase

### Regional do Norte

#### Classifica finale
|  | Pos. | Squadra           | Pt | G | V | N | P | GF | GS | DR  |
|  | ---- | ----------------- | -- | - | - | - | - | -- | -- | --- |
|  | 1.   | Infante de Sagres | 12 | 4 | 4 | 0 | 0 | 21 | 7  | +14 |
|  | 2.   | Estrela           | 6  | 4 | 2 | 0 | 2 | 11 | 18 | -7  |
|  | 3.   | Escola Livre      | 0  | 4 | 0 | 0 | 4 | 11 | 18 | -7  |

Legenda:
  Qualificato alla finale.
Note:
Tre punti a vittoria, uno per il pareggio, zero a sconfitta.

#### Risultati
| andata  | andata | Incontro                       | ritorno | ritorno |
|         |        |                                |         |         |
| 5 nov.  | 2-4    | Escola Livre-Infante de Sagres | 3-5     | 26 nov. |
| 12 nov. | 2-0    | Infante de Sagres-Estrela      | 10-2    | 26 nov. |

| andata  | andata | Incontro             | ritorno | ritorno |
|         |        |                      |         |         |
| 19 nov. | 3-4    | Escola Livre-Estrela | 3-5     | 20 nov. |

| andata  | andata | Incontro                       | ritorno | ritorno |
|         |        |                                |         |         |
| 5 nov.  | 2-4    | Escola Livre-Infante de Sagres | 3-5     | 26 nov. |
| 12 nov. | 2-0    | Infante de Sagres-Estrela      | 10-2    | 26 nov. |

| andata  | andata | Incontro             | ritorno | ritorno |
|         |        |                      |         |         |
| 19 nov. | 3-4    | Escola Livre-Estrela | 3-5     | 20 nov. |

### Regional de Lisboa

#### Classifica finale
|  | Pos. | Squadra                 | Pt | G  | V  | N | P | GF | GS | DR |
|  | ---- | ----------------------- | -- | -- | -- | - | - | -- | -- | -- |
|  | 1.   | Sporting CP             | 32 | 12 | 10 | 2 | 0 | 71 | 14 |    |
|  | 2.   | Benfica                 | 23 | 11 | 7  | 2 | 2 | 39 | 18 |    |
|  | 3.   | CF Benfica              | 19 | 9  | 6  | 1 | 2 | 41 | 21 |    |
|  | 4.   | Ateneu Comercial        | 13 | 10 | 4  | 1 | 5 | 29 | 35 |    |
|  | 5.   | Radio Clube Portugues   | 6  | 10 | 1  | 3 | 6 | 21 | 41 |    |
|  | 6.   | Paço de Arcos           | 6  | 12 | 1  | 3 | 8 | 28 | 58 |    |
|  | 7.   | Hockey Club de Portugal | 2  | 8  | 0  | 2 | 6 | 13 | 54 |    |

Legenda:
  Qualificato alla finale.
Note:
Tre punti a vittoria, uno per il pareggio, zero a sconfitta.

#### Risultati
| andata  | andata | Incontro                                      | ritorno | ritorno |
|         |        |                                               |         |         |
| 11 giu. | 2-2    | Paço de Arcos-Ateneu Comercial                | 3-6     | 1º ago. |
| 11 giu. | 2-10   | Hockey Club de Portugal-Sporting CP           | 0-7     | 1º ago. |
| 14 giu. | 4-2    | Benfica-Radio Clube Portugues                 | 3-3     | 1º ago. |
| 15 giu. | 1-2    | CF Benfica-Benfica                            | 2-1     | 4 ago.  |
| 18 giu. | 1-3    | Radio Clube Portugues-Ateneu Comercial        | 2-4     | 4 ago.  |
| 18 giu. | 3-3    | Paço de Arcos-Hockey Club de Portugal         | 7-0     | 4 ago.  |
| 20 giu. | 6-0    | Sporting CP-CF Benfica                        | 4-4     | 11 ago. |
| 20 giu. | 2-7    | Ateneu Comercial-Benfica                      | 0-4     | 12 ago. |
| 20 giu. | 3-3    | Hockey Club de Portugal-Radio Clube Portugues | ?       | ?       |
| 2 lug.  | 6-3    | Sporting CP-Paço de Arcos                     | 9-0     | 13 ago. |
| 2 lug.  | 4-1    | CF Benfica-Ateneu Comercial                   | ?       | ?       |

| andata  | andata | Incontro                                 | ritorno | ritorno |
|         |        |                                          |         |         |
| 2 lug.  | 6-2    | Benfica-Hockey Club de Portugal          | ?       | ?       |
| 7 lug.  | 9-2    | Ateneu Comercial-Hockey Club de Portugal | ?       | ?       |
| 7 lug.  | 0-8    | Radio Clube Portugues-Sporting CP        | 0-7     | 20 ago. |
| 7 lug.  | 2-4    | Paço de Arcos-CF Benfica                 | 2-12    | 20 ago. |
| 9 lug.  | 1-9    | Hockey Club de Portugal-CF Benfica       | ?       | ?       |
| 7 lug.  | 5-2    | Radio Clube Portugues-Paço de Arcos      | 2-2     | 27 ago. |
| 9 lug.  | 3-3    | Sporting CP-Benfica                      | 1-0     | 23 ago. |
| 18 lug. | 2-6    | Ateneu Comercial-Sporting CP             | 0-4     | 25 set. |
| 18 lug. | 5-0    | Benfica-Paço de Arcos                    | 4-2     | 3 set.  |
| 18 lug. | 5-3    | CF Benfica-Radio Clube Portugues         |         |         |

| andata  | andata | Incontro                                      | ritorno | ritorno |
|         |        |                                               |         |         |
| 11 giu. | 2-2    | Paço de Arcos-Ateneu Comercial                | 3-6     | 1º ago. |
| 11 giu. | 2-10   | Hockey Club de Portugal-Sporting CP           | 0-7     | 1º ago. |
| 14 giu. | 4-2    | Benfica-Radio Clube Portugues                 | 3-3     | 1º ago. |
| 15 giu. | 1-2    | CF Benfica-Benfica                            | 2-1     | 4 ago.  |
| 18 giu. | 1-3    | Radio Clube Portugues-Ateneu Comercial        | 2-4     | 4 ago.  |
| 18 giu. | 3-3    | Paço de Arcos-Hockey Club de Portugal         | 7-0     | 4 ago.  |
| 20 giu. | 6-0    | Sporting CP-CF Benfica                        | 4-4     | 11 ago. |
| 20 giu. | 2-7    | Ateneu Comercial-Benfica                      | 0-4     | 12 ago. |
| 20 giu. | 3-3    | Hockey Club de Portugal-Radio Clube Portugues | ?       | ?       |
| 2 lug.  | 6-3    | Sporting CP-Paço de Arcos                     | 9-0     | 13 ago. |
| 2 lug.  | 4-1    | CF Benfica-Ateneu Comercial                   | ?       | ?       |

| andata  | andata | Incontro                                 | ritorno | ritorno |
|         |        |                                          |         |         |
| 2 lug.  | 6-2    | Benfica-Hockey Club de Portugal          | ?       | ?       |
| 7 lug.  | 9-2    | Ateneu Comercial-Hockey Club de Portugal | ?       | ?       |
| 7 lug.  | 0-8    | Radio Clube Portugues-Sporting CP        | 0-7     | 20 ago. |
| 7 lug.  | 2-4    | Paço de Arcos-CF Benfica                 | 2-12    | 20 ago. |
| 9 lug.  | 1-9    | Hockey Club de Portugal-CF Benfica       | ?       | ?       |
| 7 lug.  | 5-2    | Radio Clube Portugues-Paço de Arcos      | 2-2     | 27 ago. |
| 9 lug.  | 3-3    | Sporting CP-Benfica                      | 1-0     | 23 ago. |
| 18 lug. | 2-6    | Ateneu Comercial-Sporting CP             | 0-4     | 25 set. |
| 18 lug. | 5-0    | Benfica-Paço de Arcos                    | 4-2     | 3 set.  |
| 18 lug. | 5-3    | CF Benfica-Radio Clube Portugues         |         |         |

## Finale
| Squadra 1   | Totale | Squadra 2         | Andata | Ritorno |
| ----------- | ------ | ----------------- | ------ | ------- |
| Sporting CP | 9 - 5  | Infante de Sagres | 5 – 2  | 4 - 3   |

| Lisbona 24 febbraio 1940 Partita di andata | Sporting CP | 5 – 2 | Infante de Sagres |  |

| Porto 2 marzo 1940 Partita di ritorno | Infante de Sagres | 3 – 4 | Sporting CP |  |